# Bruinrugsolitaire
De bruinrugsolitaire (Myadestes occidentalis) is een zangvogel uit de familie Turdidae (lijsters).

## Verspreiding en leefgebied
Deze soort telt 3 ondersoorten:
- M. o. occidentalis: noordwestelijk Mexico.
- M. o. insularis: Três Marias (nabij westelijk Mexico).
- M. o. oberholseri: van centraal en zuidelijk Mexico tot El Salvador en Honduras.